# Naukowiec

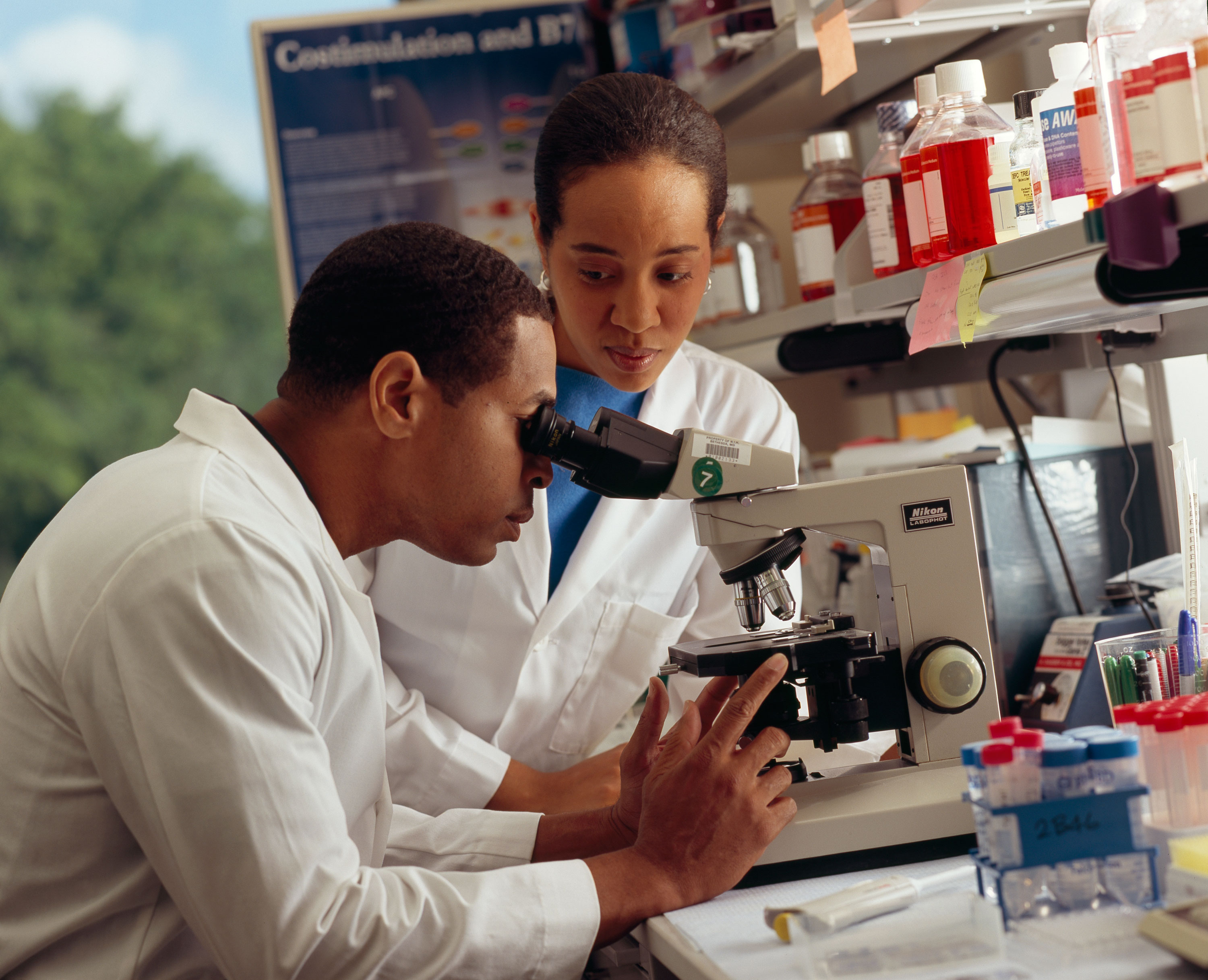
Naukowcy podczas badań w laboratorium.

Naukowiec, uczony – osoba pracująca naukowo, ekspert w pewnej dziedzinie nauki, stosujący w prowadzonych przez siebie badaniach odpowiednie metody naukowe, osoba „poszukująca odpowiedzi na pytania, na które dotychczas nikt nie odpowiedział, za pomocą metod umożliwiających udowodnienie odpowiedzi”.
Zawód naukowca charakteryzuje się „wnikliwością w rozróżnianiu rzeczy na pozór jednakowych, zdolnością kojarzenia rzeczy na pozór ze sobą nie związanych oraz krytycyzmem w rozpoznawaniu prawd i fałszów mających pozory prawd. Zamiłowanie towarzyszące takiemu talentowi przejawia się jako pasja badawcza, na którą składają się niepokój wobec niewiadomego oraz pragnienie uzyskania najtrafniejszych odpowiedzi i najracjonalniejszych rozwiązań”. Pasji badawczej nie można zamówić, zaplanować czy nakazać. Jest stanem psychicznym, który nie opuszcza naukowca w żadnej godzinie (stąd stereotypowe wyobrażenia uczonego robiącego, pod wpływem nagłego impulsu, notatki na marginesach czytanych gazet i na serwetkach w kawiarni).

## Etymologia
Słowo „naukowiec” powstało w XX w. ze słowa „nauka” i przyrostku „-owiec”, możliwie jako kalka językowa od słowa „Wissenschaftler” z języka niemieckiego.

## Archetyp
Naukowcy – według pozytywnego archetypu – to ludzie zmotywowani, często od dzieciństwa, chęcią zrozumienia dlaczego świat jest taki, jakim go widać, i jak do tego doszło. Cechują się wrodzoną ciekawością natury rzeczy. Prestiż, reputacja i uznanie w środowisku naukowym są dla nich często cenniejsze niż dobrobyt. Nauka i technika stale zmieniają ludzką egzystencję i działalność naukowców jest dziś powszechnie znana.  
Podstawowe dwie klasy naukowców to teoretycy i eksperymentatorzy. Pierwsi budują modele wyjaśniające doświadczenia, drudzy przeprowadzają doświadczenia sprawdzające modele. W praktyce podział ten nie jest jednak ostry i wielu naukowców zajmuje się i jednym, i drugim.

## Naukowcy i inżynierowie
W przypadku nauk ścisłych może nie być ostrej granicy między naukowcem a inżynierem, chociaż inżynier stawia sobie cele praktyczne, a naukowiec bada głównie zjawiska podstawowe, uniwersalne. Często jednak podobny jest sposób pracy: od nowego problemu do nieznanego wcześniej rozwiązania, co angażuje wyobraźnię i kreatywność. Wiele dziedzin nauki  (matematyka, fizyka teoretyczna, socjologia, filozofia) nie ma jednak charakteru praktycznego i nie zajmuje się rozwiązywaniem doraźnych problemów ludzkich – choć w dłuższej perspektywie ma na nie istotny wpływ.
Naukowcy często projektują aparaturę badawczą wykonując prototypy, inżynierowie nierzadko prowadzą zaawansowane badania naukowe.
Zdarza się, że inżynierowie z wykształcenia zostają naukowcami, jak to było w przypadku noblistów Petera Debye i Paula Diraca. Inżynier teoretyk Claude Shannon jest znany głównie jako twórca teorii informacji.